# Georg Büchner (Manager)
Georg Büchner (* 28. Juli 1931 in Freiburg i. Br.; † 25. Dezember 2018) war ein deutscher Manager und Verbandsfunktionär in der Versicherungswirtschaft.

## Leben
Büchner studierte zunächst Latein, Deutsch und Französisch, dann Rechtswissenschaften an den Universitäten Tübingen, München und Freiburg und trat 1959 in die Rechtsabteilung der Württembergischen Feuerversicherung ein. 1969 wurde er in den Vorstand berufen. 1978 übernahm er 1978 den Vorsitz. Nach der Umstrukturierung der Gruppe wurde Büchner 1991 Vorstandsvorsitzender der WürttAG und der Württembergischen Versicherungs AG. 1996 trat er in den Ruhestand und wurde Aufsichtsratsvorsitzender der Württ AG. Nach der Fusion mit Wüstenrot zur W&W-Gruppe (1999) gehörte er bis 2006 auch dort dem Aufsichtsrat an.
Büchner war von 1979 bis 1993 Präsident des Gesamtverbandes der Deutschen Versicherungswirtschaft. Er war zudem Vizepräsident und von 1988 bis 1992 Präsident des Europäischen Versicherungsverbandes Comité Européen des Assurances (CEA) in Paris sowie mehrere Jahre lang Vorsitzender des Deutschen Vereins für Versicherungswissenschaft in Berlin.
Georg Büchner war verheiratet mit der Unternehmerin Maria Melitta Büchner-Schöpf (1934–2021), mit der er seinen Ruhestand in Karlsruhe verbrachte.

## Auszeichnungen
- 1991: Großes Verdienstkreuz des Verdienstordens der Bundesrepublik Deutschland[2]
- Ehrensenator der Eberhard Karls Universität Tübingen[3]